# Kenanga (Sumber)
Kenanga is een bestuurslaag in het regentschap Cirebon van de provincie West-Java, Indonesië. Kenanga telt 7446 inwoners (volkstelling 2010).